# Sociedade Martins Sarmento

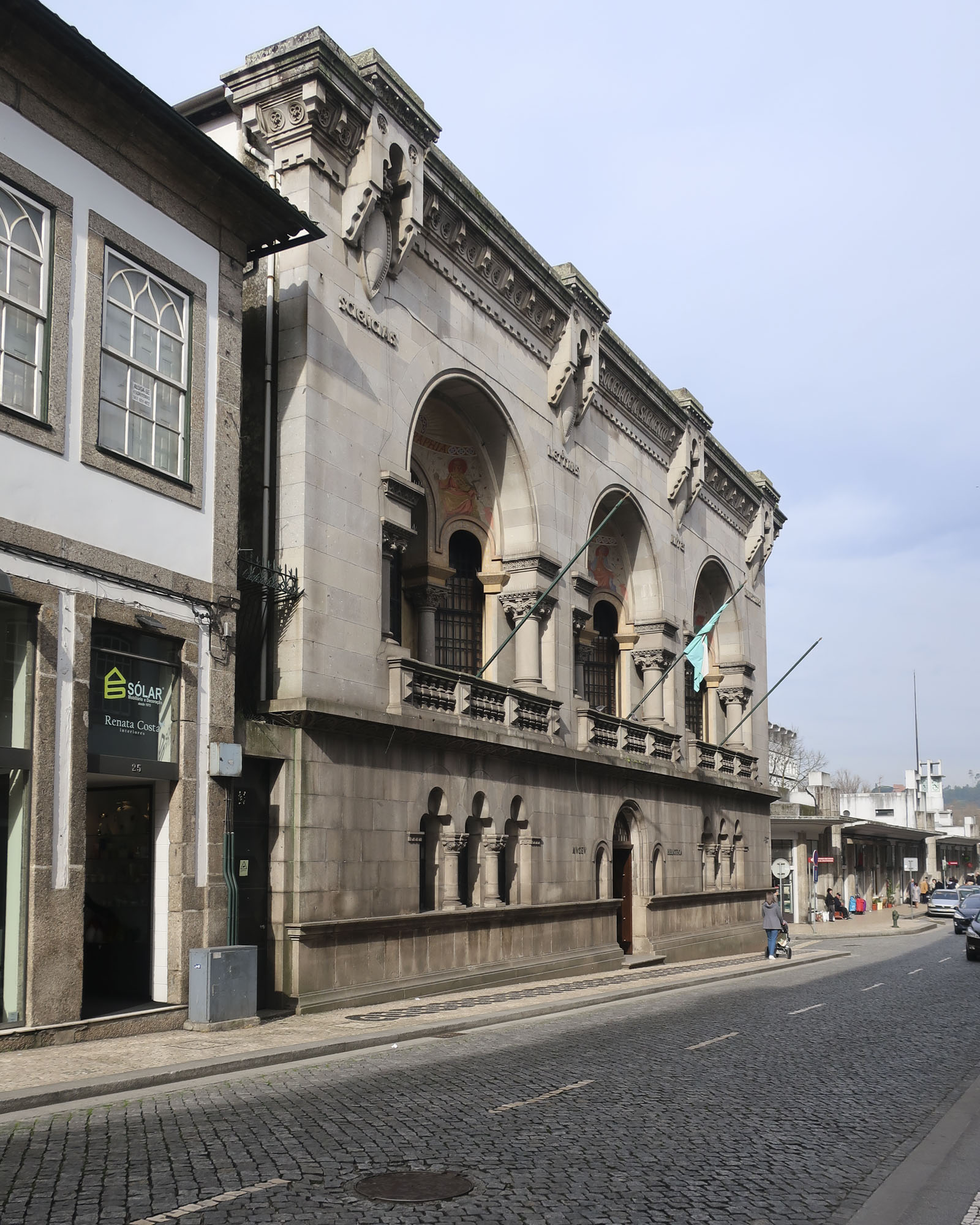
Edifício-sede, obra do arquitecto Marques da Silva, 1967.

A Sociedade Martins Sarmento GOSE • MHIH, fundada em 1881 em homenagem a Francisco Martins Sarmento, é uma instituição cultural da cidade de Guimarães. Dedica-se ao estudo, conservação e supervisão técnica e científica das estações arqueológicas da Citânia de Briteiros e do Castro de Sabroso e de outros monumentos arqueológicos. Tem sobre sua alçada dois museus, uma biblioteca e uma hemeroteca. Publica, desde 1884, a Revista de Guimarães, uma publicação periódica  de cariz científico.

## História
A Sociedade Martins Sarmento, dedicada a divulgação cultural e a educação, foi criada no dia 20 de Novembro de 1881, por um grupo de vimaranenses: Avelino Germano da Costa Freitas, Avelino da Silva Guimarães, José da Cunha Sampaio, Domingos Leite de Castro e Domingos e José Ferreira Júnior, para homenagear o filantropo Martins Sarmento. Em Fevereiro de 2007 foi criada a Fundação Martins Sarmento, num protocolo entre o Ministério da Cultura, a Câmara Municipal de Guimarães, a Universidade do Minho e a Sociedade Martins Sarmento.
A 4 de Junho de 1931 foi feita Grande-Oficial da Ordem Militar de Sant'Iago da Espada e a 9 de Junho de 2005 foi feita Membro-Honorário da Ordem do Infante D. Henrique.

## Património

### Edifício-sede
O edifício-sede da Sociedade Martins Sarmento, ocupa os claustros de estilo gótico e jardins do extinto Convento de São Domingos e um edifício, concluído em 1967, projectado pelo arquitecto português Marques da Silva, em inícios de 1900, por vezes popularmente chamado de "sarcófago". Os frescos da fachada deste edifício principal são de autoria do pintor Abel Cardoso.

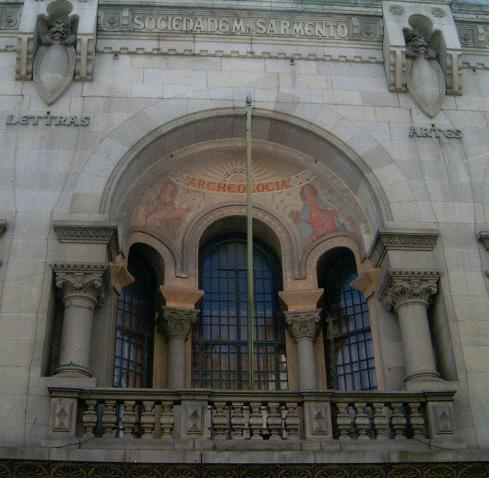
Edifício-sede: varanda do Salão Nobre.
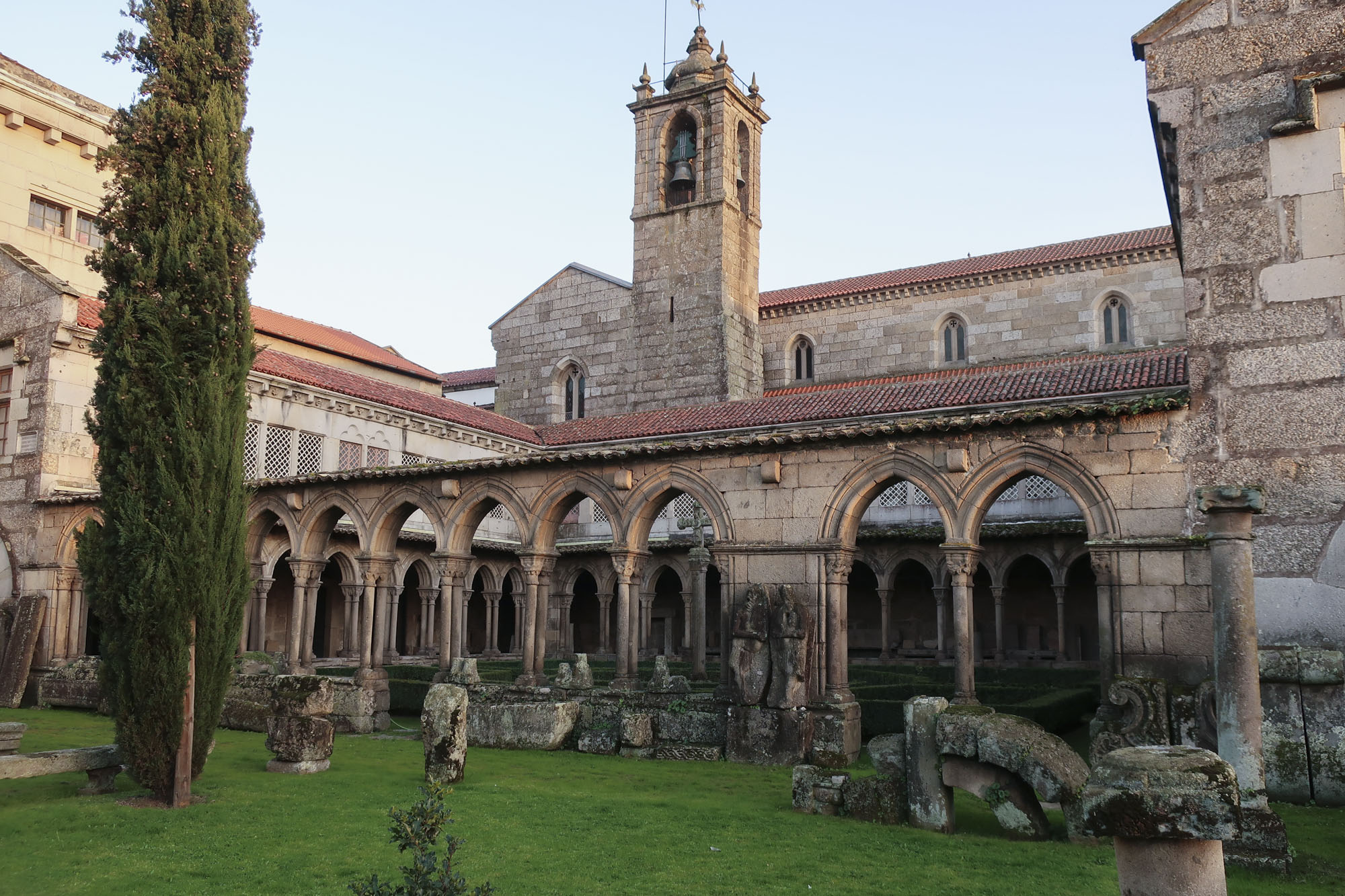
Claustro do antigo Convento de S. Domingos, Museu Arqueológico Martins Sarmento
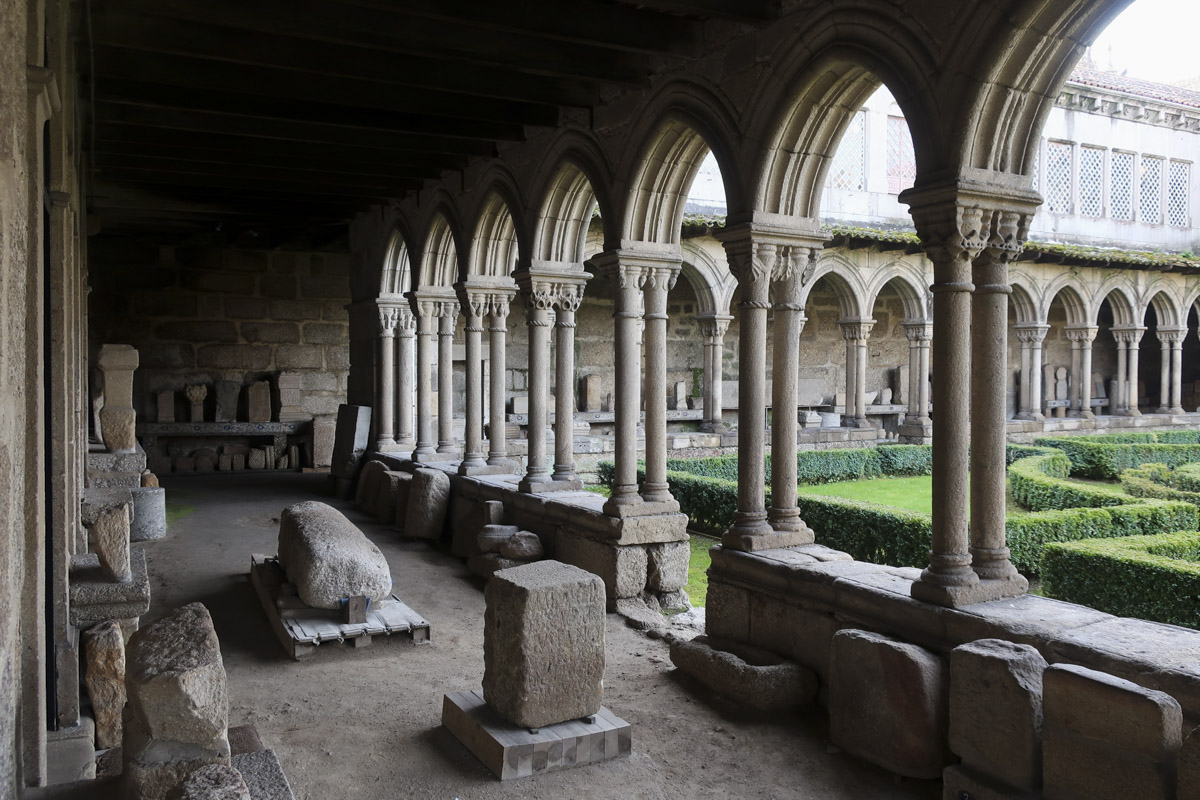
Claustro do antigo Convento de S. Domingos, Museu Arqueológico Martins Sarmento
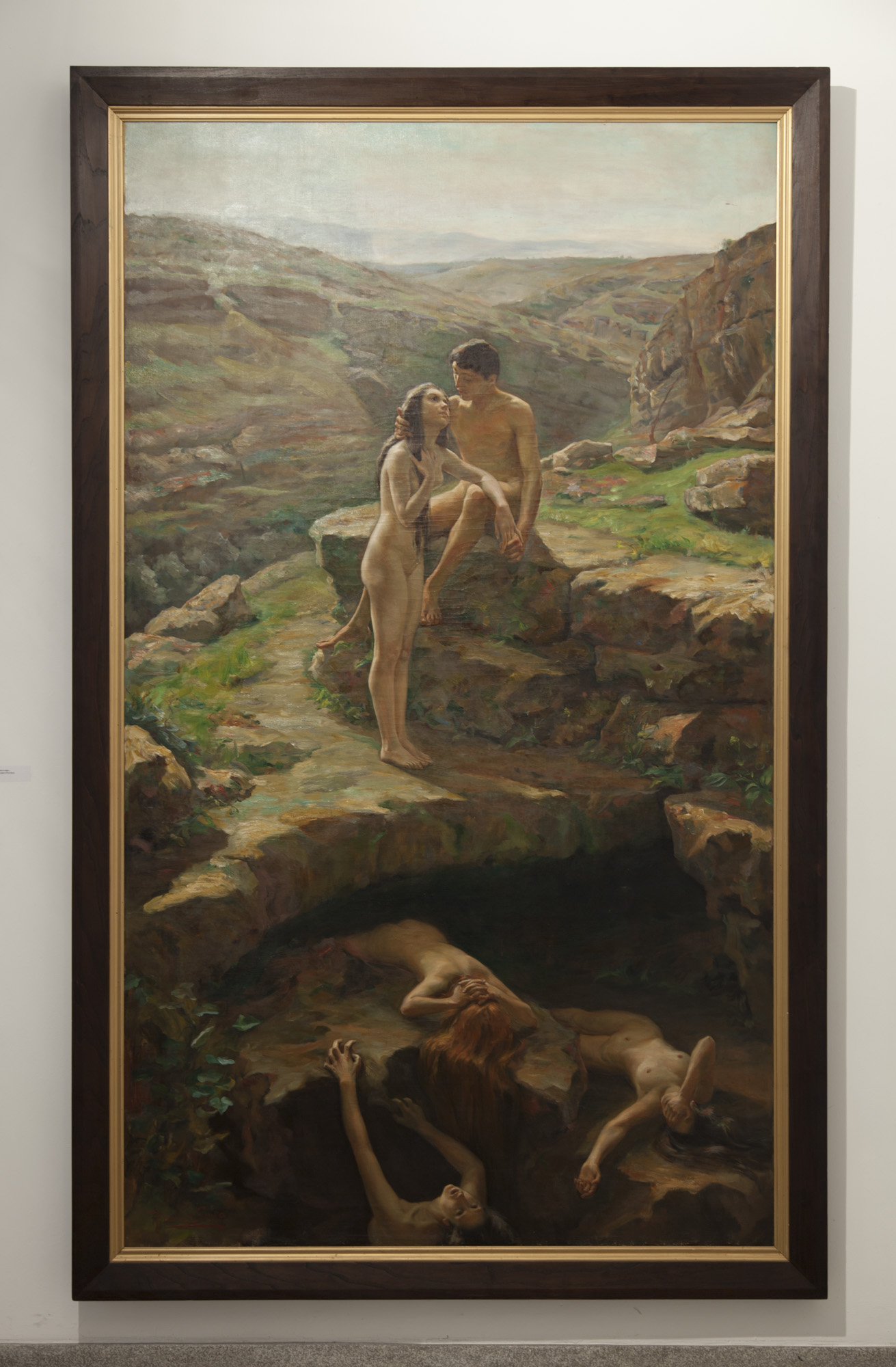
Sousa Lopes, Engano de alma, ledo e cego.

### Museu Arqueológico
O Museu Arqueológico da Sociedade Martins Sarmento ocupa os claustros do edifício-sede da Sociedade Martins Sarmento. Instuído em 1885 com o espólio das prospecções feitas na Citânia de Briteiros e no Castro de Sabroso, é um dos mais antigos museus arqueológicos de Portugal. Possui uma riquíssima colecção de etnografia, peças da Cultura castreja, numismática e obras de arte contemporânea.

### Biblioteca
A Biblioteca ocupa parte do edifício-sede da Sociedade Martins Sarmento projectado por Marques da Silva. Tem perto de 100 000 volumes. Alberga quase todas as obras publicadas em Guimarães, sobre Guimarães ou escritas por vimaranenses; várias revistas científicas nacionais e internacionais; um grande número de livros antigos de elevada qualidade, incluindo uma primeira edição de Os Lusíadas; várias obras de áreas especializadas, como a arqueologia, o direito, a etnografia, a história, a medicina e a religião; e uma hemeroteca, que possui todos os jornais editados em Guimarães desde 1822.

### Museu da Cultura Castreja
O Museu da Cultura Castreja ocupa o Solar da Ponte, em São Salvador de Briteiros, Guimarães.

### Citânia de Briteiros

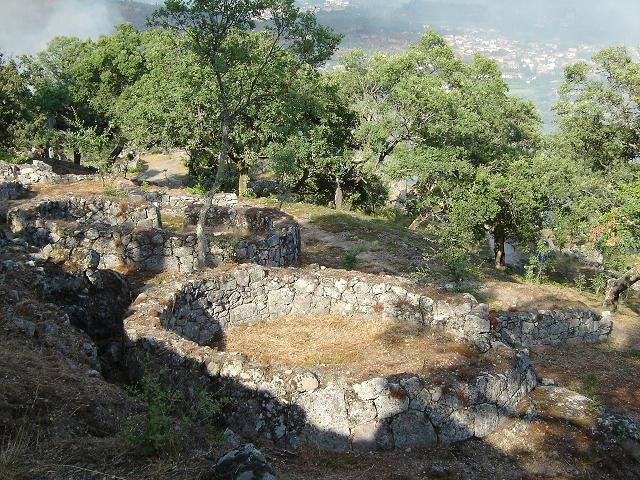
Citânia de Briteiros

A Citânia de Briteiros é um sítio arqueológico da Idade do Ferro, situado no alto do monte de São Romão, na freguesia de São Salvador de Briteiros, concelho de Guimarães (a cerca de 15 km de distância, a Noroeste desta cidade). Fica também perto dos santuários do Sameiro e do Bom Jesus de Braga. É uma citânia com as características gerais da cultura dos castros do noroeste da Península Ibérica.

### Monumentos
- Mamoa de Donai - Bragança;
- Dólmen de Pera do Moço - Guarda;
- Gruta pré-histórica das Coriscadas - Marco de Canaveses;
- Penedo de Cuba - Marco de Canaveses;
- Forno dos Mouros - Barcelos;
- Laje dos Sinais - Barcelos;
- Mamoa da Bouça da Agrela ou da Gândara - Guimarães;
- Mamoa da Bouça Nova - Guimarães;
- Colosso de Pedralva - originário de Pedralva, encontra-se em Guimarães;
- Pedra Formosa - originária da Citânia de Briteiros, encontra-se em Guimarães.